# 鳴尾よね子
鳴尾 よね子（なるお よねこ〔本名：中尾 よね子〕、1934年11月27日 - ）は、兵庫県出身の日本の女優。兵庫県立明石南高等学校卒業。かつてはアクターズ・ハウスに所属していた。

## 出演

### 映画
- 「おばちゃんチップス」（2007年1月27日） - 老女 役

### テレビドラマ
- 「愛の海溝」（1964年9月28日 - 10月30日、フジテレビ）
- 「帰って来た用心棒」第10話（1968年9月30日、テレビ朝日）
- 「部長刑事」（テレビ朝日）
  - 「部長刑事」
    - 第581話「もしもあなたが……」（1969年11月29日）
    - 第635話「氷雨の女」（1970年12月12日）
    - 第748話「氷雨と刑事」（1973年2月10日）
    - 第821話「初恋は雨に濡れ」（1974年7月6日）
    - 第885話「祭囃子の怨み節」（1975年10月11日）
    - 第967話「兇行の夜は終った」（1977年5月7日）
    - 第1063話「人生すご六・七転び八転び」（1979年3月10日）
    - 第1115話「星空の舞台・さよなら公演」（1980年3月8日）
    - 第1130話「暗黒街路は血が匂う」（1980年6月21日）
    - 第1131話「'80年宝くじ考」（1980年6月28日）
    - 第1160話「新春必笑!!寄合酒」（1981年1月17日）
    - 第1259話「終りのない標」（1982年12月11日）
    - 第1540話「キッチンドリンカー」（1988年5月7日）
    - 第1545話「結納を奪われた男」（1988年6月11日）
    - 最終話「恋人よ…」（1990年1月27日）

  - 「部長刑事シリーズ・警部補マリコ」第1話（2001年10月27日）
- 「素浪人 花山大吉」（テレビ朝日）
  - 第50話「シゴいた相手が悪かった」（1969年12月13日）
  - 第96話「渡し場は今日も雨だった」（1970年10月31日）
- 「すいーとぽてと」第4話（1971年10月29日、テレビ朝日） - 宿の女中 役
- 「どてらい男」（フジテレビ）
  - 第1話（1973年10月2日）
  - 第46話「アシのある幽霊」（1974年8月13日）
  - 第60話「将軍の死」（1974年11月19日）
  - 第71話「弱みをさがせ」（1975年2月11日）
  - 第73話「軍人の世界」（1975年2月25日）
  - 第88話「実験人間モーヤン」（1975年6月15日）
  - 第90話「希望にジ・エンド」（1975年6月29日）
  - 第103話「旅立ち」（1975年9月28日）
  - 第116話「窮余の一策」（1975年12月28日）
- 「いただき勘兵衛 旅を行く」第9話（1973年12月6日、テレビ朝日） - 仲居 役
- 「ご存知遠山の金さん」第26話（1974年3月31日、テレビ朝日）
- 「暗闇仕留人」（1974年6月29日 - 12月28日、TBS） - おまさ 役
- 「十手無用 九丁堀事件帖」第17話（1976年1月25日、日本テレビ）
- 必殺シリーズ（テレビ朝日）
  - 「必殺仕業人」第3話（1976年1月30日） - お吉 役
  - 「新・必殺仕事人」
    - 第33話「主水 粗食に我慢する」（1982年1月22日） - 仲介人 役
    - 第44話「主水 予算オーバーする」（1982年4月9日） - 料亭の女将 役
- 「お耳役秘帳」第8話（1976年5月25日、フジテレビ）
- 「新・座頭市」第23話（1977年3月14日、フジテレビ）
- 「銭形平次」（フジテレビ）
  - 第584話「男の錦」（1977年8月10日） - お政 役
  - 第609話「幽霊から来た結び文」（1978年2月8日） - 女中 役
- 「桃太郎侍」第90話（1978年7月2日、日本テレビ） - およし 役
- 日本名作怪談劇場 第5話「怪談 佐賀の怪猫」（1979年7月18日、12ch） - 中臈むらさき
- 土曜ワイド劇場（テレビ朝日）
  - 「京都殺人案内」
    - 第5作「母恋桜が散った」（1981年5月23日） - 仲居 役
    - 第17作「美人画商の黒いワナ」（1991年3月16日） - 文江 役

  - 「冷たい血 -生きている小平次より- 幽霊男と初体験した妻」（1982年8月21日） - アパートの管理人 役
  - 「春らん漫! 花の京都熟年探偵団!」（2007年4月21日） - 梅ばあさん 役
- 「長七郎天下ご免!」第80話（1981年7月9日、テレビ朝日） - おとら 役
- 「その時がきた」（1982年1月6日 - 3月26日、TBS）
- 時代劇スペシャル「人形佐七捕物帳 死を呼ぶ猫は金の爪」（1984年1月12日、フジテレビ）
- 「大奥」第46話（1984年2月21日、フジテレビ）
- 「遠山の金さんII」第38話（1986年8月19日、テレビ朝日）
- 「水戸黄門」（TBS）
  - 第16部 第31話「頑固くらべ献上茶釜 -山形-」（1986年11月24日） - 婆さん 役
  - 「水戸黄門 第20部」
    - 第10話「悪を裁いた仇討ち芝居」（1991年1月14日） - 茶店の婆さん 役
    - 第33話「意地比べ恋の友禅」（1991年6月24日） - おまつ 役

  - 「水戸黄門 第26部」第25話（1998年8月10日） - おくら 役
- 「三匹が斬る!」第5話（1987年11月19日、テレビ朝日）
- 「大岡越前 第10部」第16話（1988年6月13日、TBS） - 婆さん 役
- 連続テレビ小説（NHK）
  - 「純ちゃんの応援歌」第141話（1989年3月21日） - 川井正子 役[3]
  - 「ほんまもん」第5話・第6話・第12話（2001年10月5日・10月6日・10月13日）
  - 「わかば」第59話・第60話・第92話・第101話・第103話・第123話・第127話（2004年12月3日・12月4日・2005年1月17日・1月27日・1月29日・2月22日・2月26日） - 車椅子の女性 役
  - 「芋たこなんきん」第101話 - 第103話（2007年2月1日 - 2月3日） - 南野きぬ子 役[4][5]
- 「鬼平犯科帳 第1シリーズ」第7話（1989年8月30日、フジテレビ）
- 「月影兵庫あばれ旅 第1シリーズ」最終話（1989年12月29日、テレビ東京）
- 年末時代劇スペシャル「風林火山」（1992年12月31日、日本テレビ）
- 「江戸の用心棒」第23話「怒りの父子十手」（日本テレビ） - おばあちゃん 役
- 「ピュア・ラブ」第1話・第2話・最終話（2002年1月28日・1月29日・3月29日、TBS）
- 「新・いのちの現場から」第6話（2004年4月5日、TBS）
- 金曜エンタテイメント「京都門司港殺人事件」第1作（2004年9月3日、フジテレビ） - 小笠原家の家政婦 役

### テレビアニメ
1982年
- 「じゃりン子チエ」第14話（コケザルの母）

## 方言指導
- 連続テレビ小説「純ちゃんの応援歌」（1988年10月3日 - 1989年4月1日、NHK） - 大阪言語指導